# Venera 11 e 12
Venera 11 e Venera 12 (russo: Венера-11, Венера-12) furono due sonde spaziali gemelle, appartenenti al programma sovietico per l'esplorazione del pianeta Venere.
Furono lanciate esattamente il 9 settembre 1978 alle 3:25:39 ora di Greenwich e il 14 settembre 1978 alle 2:25:13, a bordo di lanciatori Proton, con lo scopo di studiare e analizzare approfonditamente la composizione chimica dell'atmosfera di Venere. Scopo secondario delle missioni era la trasmissione di alcune fotografie della superficie, tanto che le sonde erano dotate di fotocamere a colori.
La missione prevedeva che i due moduli di cui erano composte le sonde, orbiter e lander, si separassero ad alcune centinaia di km dalla superficie; da quel punto il lander sarebbe sceso in caduta libera fino all'azionamento degli aerofreni e dei paracadute installati.
I moduli di discesa possedevano una strumentazione progettata per studiare nel dettaglio la stratigrafia chimica dell'atmosfera, la natura delle nuvole, e il bilancio termico dell'aria venusiana. Tra gli strumenti di bordo c'era un gascromatografo, oltre a rilevatori per la radiazione solare e la composizione minerale del suolo. Un dispositivo, chiamato Groza (Гроза) era in grado di misurare e localizzare scariche elettriche nell'atmosfera.
I moduli in orbita non erano stati progettati per precipitare sul pianeta, come sulle sonde precedenti: Venera 11 e Venera 12 erano missioni destinate a durare alcuni mesi dall'ingresso in orbita, grazie ai dati che sarebbero provenuti dagli orbiter. Su ognuno di essi erano stati installati un sensore per il vento solare, uno strumento per i rilevamenti elettronici nella ionosfera e uno spettrometro per gli ultravioletti; inoltre era previsto che sganciassero in orbita due sensori ciascuno per i lampi gamma – il sovietico Konüs (Конус) e il francese Signe 2 – grazie ai quali sarebbe stato possibile rilevare, per triangolazione, le fonti di raggi γ.

## Risultati
Venera 12 arrivò sul pianeta poco prima del predecessore: i moduli di Venera 12 si separarono il 19 dicembre e il lander entrò nell'atmosfera il 21; quelli di Venera 11 si separarono il 23 dicembre e il lander penetrò nell'atmosfera il giorno di Natale del 1978, entrambe attorno alle 6:30 del mattino – ora di Mosca. Entrambi i moduli d'atterraggio toccarono gli strati alti dell'atmosfera alla velocità prevista di 11,2 km/s.
Durante la discesa, entrambi i dispositivi Groza rilevarono la presenza di lampi e fulmini, e gli strumenti di bordo indicarono un alto rapporto tra gli isotopi dell'argon Ar36/Ar40 e una forte presenza di CO (monossido di carbonio) a basse altitudini.
Venera 11 toccò il suolo a 14°S 299°E, Venera 12 a 7°S 294°E: entrambe riuscirono in un atterraggio morbido, a una velocità tra i 7 e gli 8 m/s.
I dati trasmessi non erano, a differenza delle precedenti missioni del programma, direttamente trasmessi a Terra: per migliorare la qualità e la durata della trasmissione, infatti, il flusso dei dati raccolti dal lander veniva ricevuto dall'orbiter, quindi ritrasmesso verso l'Unione Sovietica.
Per le due sonde la trasmissione durò rispettivamente 95 e 110 minuti dopo l'atterraggio dei lander; il flusso si interruppe quando gli orbiter superarono la linea dell'orizzonte, finendo in una zona d'ombra rispetto alla trasmittente del lander.
A causa di un difetto di progettazione, le sonde non furono in grado di trasmettere fotografie: i coperchi degli obiettivi non riuscirono a contrastare la pressione, e non si aprirono.
Gli orbiter delle sonde continuarono a fornire dati sugli strati alti dell'atmosfera venusiana fino al febbraio e all'aprile 1980 rispettivamente, quando si disattivarono per cause tecniche.